# Kirche Hl. Prophet Elias (Lok)
Die Kirche Hl. Prophet Elias (serbisch: Црква Светог Пророка Илије, Crkva Svetog Proroka Ilije) in Lok, einem Dorf in der Opština Titel, ist eine Serbisch-orthodoxe Kirche in der Vojvodina, Nordserbien.
Die von 1822 bis 1824 erbaute Kirche ist dem alttestamentlichen Propheten Hl. Elias geweiht. Die Eliaskirche ist der Sitz der Kirchengemeinde  und Pfarrei Lok im Dekanat Žabalj der Eparchie Bačka der serbisch-orthodoxen Kirche. Die Kirche ist ein vom Staat Serbien anerkanntes und geschütztes Kulturdenkmal.

## Lage

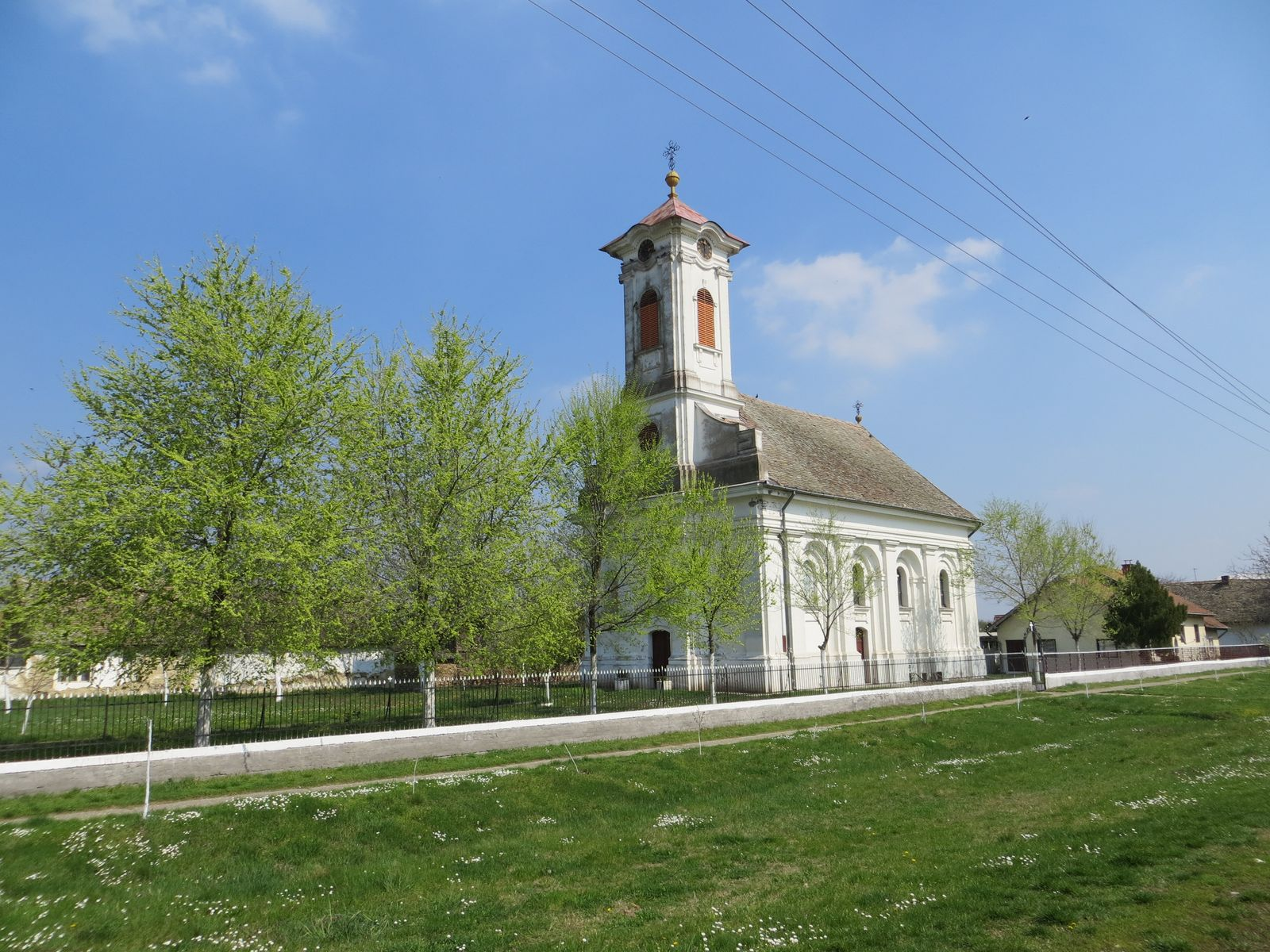
Die Kirche im umzäunten Kirchhof

Die Eliaskirche steht an der Kreuzung der Straßen Ulica srpskih Vladara und Ulica Branka Radičevića im Zentrum des um die 1100 Einwohner zählenden Dorfes Lok. Nicht weit der Serbisch-orthodoxen Kirche steht die Römisch-katholische Kirche-Mariä-Rosenkranz-Königin aus dem Jahre 1913.
Im umzäunten Kirchhof steht ein Denkmal für 32 Dorfbewohner, die bei der von den ungarischen Besatzern während des Zweiten Weltkriegs im Januar 1942 durchgeführten Razzia in der südlichen Bačka ums Leben kamen. Im Kirchhof stehen auch das Pfarrhaus und der Svetosavski dom (Haus des Hl. Sava).
Lok liegt 5 km westlich der Gemeindehauptstadt Titel und 25 km östlich von Novi Sad, nördlich der Donau in der geographischen Region Šajkaška im Südosten des Okrug Južna Bačka.

## Geschichte
Mit dem Bau der Eliaskirche begann man 1822. Nach zweijähriger Bauzeit 1824 wurde die Kirche fertiggestellt und eingeweiht. Die Kirche besaß anfangs keine, für Orthodoxe Kirchen übliche, Ikonostase mit Ikonen. Als 1864 in der Gemeindehauptstadt Titel die alte Ikonostase der Serbisch-orthodoxen Mariä-Entschlafens-Kirche bald durch eine neue ersetzt werden sollte, wurde diese der Kirche in Lok geschenkt.
In Lok wurde die alte Ikonostase renoviert und um vier Ikonen erweitert. Die Ikonostase ist ein Werk eines unbekannten Tischlermeisters, hergestellt in der zweiten Hälfte des 18. Jahrhunderts. Ebenfalls unbekannt ist der Ikonenmaler, der in der barocken Übergangszeit in der zweiten Hälfte des 18. Jahrhunderts die barocken Ikonen der Kirche schuf. Es wird angenommen, dass der Maler Dimitrije Bačević war. 
Der akademische Maler August Tirk übermalte 1867 die Ikonen der Ikonostase und fügte auch einige seiner eigenen Ikonen hinzu. Ihm werden auch die Wandmalereien (Fresken) der Kirche zugeschrieben. Ebenfalls 1867 renovierte der akademische Maler August Miler die Ikonostase.
1986 wurde die Kirche zuletzt vom akademischen Maler Dimitrije Riđički renoviert. Mit der Zeit sind alle wichtigen Informationen über die Erbauer der Kirche verloren gegangen. Priester der Kirche ist seit 2013 Aleksa Kuđeljić.
Anfang Dezember 2023, begannen mit dem Segen des Bischofs der Eparchie Bačka, Irinej, umfangreiche Restaurierungsarbeiten. Geplant wurde, eine neue Dacheindeckung für die Kirche und den Kirchturm, ein neu bestreichen der Außenfassade der Kirche, ein neuer Gehweg um das Gotteshaus, sowie die komplette Erneuerung des Zauns um den Kirchhof. Diese Arbeiten werden vom Provinzinstitut für den Schutz von Kulturdenkmälern finanziert. Im Jahr 2024 feiert die Kirche in Lok ihr zweihundertjähriges Jubiläum.
Am 12. März 2024, wurde das erneuerte und neu geweihte Kreuz auf die Spitze des Kirchturmes der Kirche aufgestellt. Zuvor hatte am 10. März der Vikar des Bischofs der Eparchie Bačka, der Bischof von Mohács, Damaskin, mit der Assistenz von Priestern und Diakonen und einer großen Anzahl von Gläubigen, das Kreuz geweiht.  
Die Restaurierung und Vergoldung des Kirchenkreuzes wurde durch die Spende von Dragan Božić aus Šajkaš ermöglicht.

## Architektur
Die klassizistische einschiffige Kirche ist kleinerer Baudimension mit einer dreiseitigen flachen Altar-Apsis in der Breite des Kirchenschiffs im Osten, die den Chor abschließt, einem niedrigen Sockel und einem ebenfalls niedrigen Kirchturm mit nicht hochgebauter Spitzkuppel im Westen.
Die Fassade ist durch Pilaster mit dekorativen Kapitellen gegliedert, die das Kirchendach tragen. Zwischen den Pilastern befinden sich Rundbogenfenster und Nischen, während die Apsis nur ein Fenster und zwei Blendnischen aufweist. In den Blendnischen wurden Fresken verschiedener Heiliger gemalt.
Die Kirche besitzt neben dem Haupteingang im Westen einen Nebeneingang im Süden.
Zum Kircheninventar gehören der Bischofs- sowie der Gottesmutterthron, beide aus dem Ende des 19. Jahrhunderts. Sie sind Werke eines unbekannten Meisters.